# Tomáš Kyzlink
Tomáš Kyzlink, né le 18 juin 1993, à Vyškov, en République tchèque, est un joueur tchèque de basket-ball. Il évolue au poste d'arrière.

## Carrière
En janvier 2023, Kyzlink rejoint le Limoges CSP en première division française.

## Palmarès
- Champion de France de Pro B  2017 avec la JL Bourg.
- Champion d'Italie 2018-2019 avec le Reyer Venise Mestre.